# LiveLeak
LiveLeak war ein im Vereinigten Königreich ansässiges Videoportal, technisch vergleichbar mit YouTube. Der Slogan lautete „Redefining the media“ (deutsch: Medien neu definieren). Gegründet wurde das Portal im Oktober 2006 als Nachfolger der Internetseite Ogrish.com. Am 5. Mai 2021 wurde LiveLeak eingestellt. Eine automatische Weiterleitung verweist auf eine neue Website namens ItemFix, die den Upload gewalttätiger Inhalte nicht erlaubt.

## Inhalte
Das Portal setzte auf freie politische Meinungsäußerung und war weniger restriktiv als vergleichbare Portale. Das bedeutete in der Praxis, dass auch Videos zugelassen wurden, die beispielsweise wegen besonders brutalen Inhalts auf anderen Plattformen verboten wären, beispielsweise Aufnahmen von Exekutionen, Terroranschlägen etc. Erstmals machte das Portal mit der Veröffentlichung eines Videos der Exekution Saddam Husseins weltweit auf sich aufmerksam. In Deutschland gewann LiveLeak mit dem Video eines Landeversuchs einer Airbus-Maschine während des Orkans Emma am Flughafen Hamburg an Bekanntheit.

### Your Say
Your Say war ein Bestandteil von LiveLeak, der es Benutzern ermöglicht, unzensierte selbsterstellte Videos hochzuladen, ähnlich wie in einem Vlog. Im Unterschied zu YouTube hatten diese Vlogs auf LiveLeak eine stärkere politische Ausrichtung und waren dafür bekannt, dass die Autoren ihre Standpunkte viel zugespitzter und härter formulieren. LiveLeak stellte im Unterschied zu vielen anderen Vlogging-Websites das zuletzt hochgeladene Material in der Übersichtsliste als erstes dar.

### Fitna
Am 27. März 2008 veröffentlichte Geert Wilders seinen islamkritischen Kurzfilm Fitna in zwei Versionen auf LiveLeak, nachdem sich kein Fernsehsender zur Ausstrahlung bereitgefunden hatte. Der 15-minütige Film löste schon vor der Internetveröffentlichung internationale Diskussionen aus und wurde binnen einer Stunde über eine Million Mal abgerufen. Am folgenden Tag wurde der Film nach Angaben des Unternehmens nach ernsten Drohungen aus Sorge um das Leben seiner Mitarbeiter entfernt und durch eine offizielle Stellungnahme ersetzt. Wenige Tage später wurde Fitna aber wieder bei LiveLeak zur Verfügung gestellt.

## Kritik
LiveLeak war aufgrund des teilweise brutalen und schockierenden Filmmaterials umstritten. Bereits der Vorgänger Ogrish war vor allem durch Videobeiträge über Kriegsgräueltaten, Verbrechen und Autounfälle aufgefallen. In Großbritannien sorgte LiveLeak im Sommer 2007 nach einem Beitrag des Fernsehmagazins Panorama von BBC One für heftige Kritik, nachdem Handyvideos von Kämpfen zwischen elf- und zwölfjährigen Kindern veröffentlicht worden waren. Mitbegründer Hayden Hewitt weigerte sich, gewalttätige Videos von der Website zu nehmen, und begründete dies mit den Worten: „All diese Dinge geschehen, das ist das echte Leben, und wir werden es zeigen.“ Genutzt wurde das Portal auch von Soldaten in Krisengebieten, die so die Zensur des Militärs umgingen. Hewitt sagte dazu: „Das lehrt unsere Generation und die jüngeren Generationen, dass der Krieg real ist.“ Der ehemalige britische Premierminister Tony Blair nannte LiveLeak als Beispiel für ein Gegengewicht zu den Massenmedien im Internetzeitalter.

## Einzelbelege
1. ↑  James Vincent: LiveLeak, the internet’s font of gore and violence, has shut down. In: theverge.com vom 7. Mai 2021.
2. ↑  Jörg Breithut: Schockvideo-Website LiveLeak macht dicht: Ein Ende des Schreckens. In: Der Spiegel. Abgerufen am 9. Mai 2021.
3. ↑  Gerald Traufetter: Niederlande: Koranfeindliches Video veröffentlicht - Protest gegen Rechtspopulist Wilders. Der Spiegel, abgerufen am 9. Mai 2021.
4. ↑  Liveleak: Website nimmt Anti-Islam-Film aus dem Netz. In: Die Welt. 29. März 2008 (welt.de [abgerufen am 9. Mai 2021]).
5. ↑  Anti-Islam-Propaganda: Wilders-Film ist wieder online. (Memento des Originals vom 1. April 2008 im Internet Archive)  Info: Der Archivlink wurde automatisch eingesetzt und noch nicht geprüft. Bitte prüfe Original- und Archivlink gemäß Anleitung und entferne dann diesen Hinweis. Die Zeit vom 31. März 2008
6. ↑  BBC - Press Office - Panorama: Children's Fight Club. Abgerufen am 9. Mai 2021.
7. ↑  Web child fight videos criticised. 29. Juli 2007 (bbc.co.uk [abgerufen am 9. Mai 2021]).
8. ↑  Stuttgarter Zeitung: Liveleak zeigt alles (Memento vom 8. April 2008 im Internet Archive), vom 29. März 2008
9. ↑  FOCUS Online: Videoportal für alles Extreme. Abgerufen am 9. Mai 2021.